# Централноафрикански червен колобус
Централноафриканският червен колобус (Procolobus foai) е вид бозайник от семейство Коткоподобни маймуни (Cercopithecidae).

## Разпространение
Видът е разпространен в Демократична република Конго между реките Луалаба, Лова и Осо.